# Иссык-Кель (Джети-Огузский район)
Иссык-Кель (кирг. Иссык-Көл) — село в Джети-Огузском районе Иссык-Кульской области Кыргызстана. Входит в состав Алдашевского аильного округа. Код СОАТЕ — 41702 210 855 03 0.

## Население
По данным переписи 2009 года, в селе проживало 523 человека.